# Huelga de Hambre
Huelga de Hambre est un groupe péruvien de rock alternatif et hard rock, originaire de Lima. Il est formé vers novembre 1994, et est caractérisé par sa forte influence grunge. Ils sortent leur premier et unique album intitulé Máquina y espíritu, avec lequel ils obtiennent de très bonnes critiques et les amènent à jouer dans les principaux festivals d'Amérique du Sud tels que Pululahua '99 et Rock al parque. Le groupe se sépare en 2000 et ses membres prennent des directions musicales différentes, puis revient en 2018.

## Histoire
En février 1999, ils participent au festival Pululahua '99 en Équateur, où des groupes comme Aterciopelados et La Ley étaient présents, ce qui permet au groupe de commencer à attirer l'attention des médias internationaux comme MTV. En octobre 1999, ils participent à Rock al parque en Colombie, partageant la scène avec des groupes comme Café Tacvba et Molotov. Ils donnent deux concerts aux États-Unis et à Porto Rico pour la promotion de leur premier CD.
En 2001, ils donnent leur dernier concert au Hard Rock Cafe de Lima, à Larcomar, Miraflores, en présentant de nouvelles chansons, en plus de celles de leur album, telles que No me acostumbro, Verde, Identidad, Abismo et Aun me tienes, ces trois dernières ayant été enregistrées et publiées plus tard sur le premier album de Zen. Certains de ses membres se séparent pour former d'autres groupes, parmi lesquels Zen et Theremyn 4.
Huelga de Hambre se reforme en juillet 2007 pour un concert à La Noche de Barranco. Ce concert est un succès total et permet aux fans nostalgiques de les revoir. En plus des chansons classiques du groupe, ils jouent également des reprises telles que Even Flow, State of Love and Trust et Alive de Pearl Jam, Fell on Black Days et Outshined de Soundgarden et Stop de Jane's Addiction.
Le 25 octobre 2014, ils reviennent participer au festival Revolución Caliente, partageant la scène avec des groupes jusqu'alors séparés, comme Gx3, Narcosis, Por Hablar et La Raza,,,.
En 2016, ils sont choisis pour assurer la première partie du concert d'Aerosmith à Lima,,,, en remplacement de Bush, initialement choisi comme première partie, qui a informé par le biais de son site web qu'il annulait sa prestation, alléguant un « conflit d'engagements »,,. Huelga de Hambre est présent à ce concert devant environ 30 000 spectateurs, réunies au Estadio Nacional le 24 octobre. Le 29 octobre de la même année, ils jouent également au Yield Rock, un bar bien connu du centre de Lima, sur la Plaza San Martín, remplissant l'endroit à pleine capacité, où ils jouent des chansons de leur unique album ainsi que des reprises telles que Alive de Pearl Jam.